# Karl IV av Lothringen
Karl IV av Lothringen, född 1604, död 1675, var regerande hertig av Lothringen från 1625 till 1634, och från 1661 till 1675. Han var son till hertig Frans II av Lothringen och Kristina av Salm. 
Efter att ha tilträtt regeringen 1624 råkade Karl snart i konflikt med Frankrike och abdikerade 1633 till förmån för sin bror Nikolaus. Då fransmännen besatte landet, förde Karl ett kringirrande liv som kondottiär, oftast i kejserlig och spansk men stundom i fransk tjänst. 1654 fängslades han av spanjorerna men återfick 1654 friheten och sitt land. 1662 överlät Karl arvsrätten över detta till Ludvig XIV men bröt sitt löfte och blev 1670 åter fördriven av fransmännen.